# Джексон, Фил (боксёр)
Фил Джексон (англ. Phil Jackson; 11 мая 1964 года, США) — американский профессиональный боксёр, выступавший в тяжёлой весовой категории.

## Профессиональная карьера
Джексон дебютировал на профессиональном ринге в декабре 1988 года.
Провёл 25 победных боёв, и вышел на титульный бой за вакантный титул чемпиона мира по версии IBC с канадцем Донованом Раддоком, и потерпел своё первое поражение, нокаутом в 4-м раунде.
Провёл 5 победных поединков, и вышел на титульный бой за звание чемпиона мира по версии WBC с Ленноксом Льюисом. Джексон проиграл нокаутом в 8-м раунде.
В ноябре 1995 года проиграл по очкам американцу Крису Бёрду.
Затем в марте 1996 года в бою за титул IBO, проиграл нокаутом Брайану Нильсену.
В 1998 году победил по очкам Алекса Стюарта.
В 1999 году провёл 3 поединка, все из которых проиграл. В апреле Монте Барретту, в сентябре Фресу Окендо, и в ноябре Владимиру Кличко.
Затем в 2000 году проиграл Ларри Дональду.
В 2002 году проиграл Деррику Джефферсону.
В 2004 году провёл свой последний поединок, в котором уступил нокаутом в 1-м раунде Доминику Гуинну.